# Dežanovac
Dežanovac (csehül: Dežanovec, régi magyar neve Szentlélek) falu és község Horvátországban Belovár-Bilogora megyében.

## Fekvése
Belovártól légvonalban 41, közúton 56 km-re délkeletre, Daruvártól légvonalban 11, közúton 14 km-re nyugatra, Nyugat-Szlavóniában fekszik.

## A község települései
A községhez közigazgatásilag Blagorodovac, Dežanovac, Donji Sređani, Drlež, Golubinjak,  Gornji Sređani, Goveđe Polje, Ivanovo Polje, Kaštel Dežanovački, Kreštelovac, Sokolovac és Trojeglava települések tartoznak.

## Története
Dežanovac területe a történeti források szerint már a középkorban lakott volt. Első írásos említése 1320-ból származik, amikor akkori Szentlélek birtokosa a Pekry család Anna nevű lányával a birtok egy részét Kasztellánfy Péternek adta hozományul. Plébániáját 1334-ben „Item sancti Spiritus de Clechkouichi” alakban említik a zágrábi püspökséghez tartozó plébániák között. A plébániatemplom a Szentlélek tiszteletére volt szentelve. 1402-ben „Zenthlelek” néven említik. A 15. században és a 16. század elején az akkori Szlavónia egyik legjelentősebb nemesi családja, a Kasztellánfy (másképpen Kastelanovich) család birtoka volt, akik várat is építettek ide. A vár utolsó írásos említése 1527-ben történt, amikor Frangepán Kristóf felgyújtatta, nehogy a török támaszpontként használja fel. Ezután már nem építették újjá. A család itteni birtokközpontjáról a Szentléleki előnevet használta. 1501-ben Imre nevű plébánosát is megemlítik „Emericus plebanus de Zenthlelek” alakban. A többi nyugat-szlavóniai településhez hasonlóan 1542-ben foglalta el a török. A család már a török hódítás előtt a Varasd közelében fekvő bikszádi birtokára menekült, ahol nem sokkal később kihalt. Nevük azonban később is fennmaradt a település nevében, melyet még a 18. században is Kaštelnak neveztek.
A térség a 17. század végén szabadult fel a török uralom alól. A teljesen kihalt területre a parlagon heverő földek megművelése és a határvédelem céljából 1746 körül a Gorski kotar és Lika területéről telepítettek be új, horvát anyanyelvű lakosságot. 1774-ben az első katonai felmérés térképén „Dorf Dezsanovacz” néven találjuk. Lipszky János 1808-ban Budán kiadott repertóriumában „Dexanovac” néven szerepel. Nagy Lajos 1829-ben kiadott művében „Dexanovacz” néven 91 házzal, 536 lakossal találjuk.
A Magyar Királyságon belül Horvát–Szlavónország részeként, Pozsega vármegye Daruvári járásának része volt. 1857-ben 584, 1910-ben 1.414 lakosa volt. A 19. század végén és a 20. század elején az olcsó földterületek miatt és a jobb megélhetés reményében magyar és cseh lakosság telepedett le itt. 1910-ben a népszámlálás adatai szerint lakosságának 38%-a cseh, 37%-a horvát, 23%-a magyar anyanyelvű volt. Az első világháború után 1918-ban az új szerb-horvát-szlovén állam, majd később (1929-ben) Jugoszlávia része lett. A település 1941 és 1945 között a németbarát Független Horvát Államhoz, háború után a település a szocialista Jugoszláviához tartozott. A település 1991-től a független Horvátország része. 1991-ben lakosságának 49%-a horvát. 30%-a cseh, 6%-a magyar nemzetiségű volt. 2011-ben a településnek 888 lakosa volt.

## Lakossága
| Lakosság változása | Lakosság változása | Lakosság változása | Lakosság változása | Lakosság változása | Lakosság változása | Lakosság változása | Lakosság változása | Lakosság változása | Lakosság változása | Lakosság változása | Lakosság változása | Lakosság változása | Lakosság változása | Lakosság változása | Lakosság változása |
| ------------------ | ------------------ | ------------------ | ------------------ | ------------------ | ------------------ | ------------------ | ------------------ | ------------------ | ------------------ | ------------------ | ------------------ | ------------------ | ------------------ | ------------------ | ------------------ |
| 1857               | 1869               | 1880               | 1890               | 1900               | 1910               | 1921               | 1931               | 1948               | 1953               | 1961               | 1971               | 1981               | 1991               | 2001               | 2011               |
| 584                | 690                | 890                | 1.125              | 1.255              | 1.414              | 1.385              | 1.523              | 1.411              | 1.488              | 1.384              | 1.198              | 1.010              | 1.003              | 1.053              | 888                |

## Nevezetességei
- Szentlélek középkori várának és az azonos nevű településnek a helye egyelőre ismeretlen. A történészek többsége egyetért abban, hogy a mai Dežanovac területén állt. Josip Boesendorfer a várat a régi temető közelébe helyezi, mert ott sok téglát és vakolattöredéket, valamint fegyverek maradványait találták. A várat valószínűleg téglából és döngölt földből építették és a hely meghatározása mellett szólhat a szomszédos falu Kaštel neve is. Mindazonáltal a kérdés ma is nyitott.
- Szent Bertalan apostol tiszteletére szentelt templomát[7] 1865-ben építették, 1969-ben megújították. Négyszög alaprajzú, egyhajós épület, tágas, sokszögletű szentéllyel, melyhez délről csatlakozik a sekrestye. A piramis alakú toronysisakkal fedett harangtorony a délkeletre néző főhomlokzat felett áll. Homlokzatát váltakozva lizénák és nagyméretű ablaknyílások tagolják. Az egyszerű oltár és az orgona a daruvári plébánia ajándéka. A templomnak nincs határozott építészeti stílusa, de végső külső formája gótikus, belül pedig szecessziós elemeket tartalmaz. A helyén már korábban is állt egy fából épített templom, melyet 1746-ban építettek és ugyancsak Szent Bertalan tiszteletére szenteltek. A templomtól északnyugatra fekszik a falu mai temetője.

## Sport
Az NK Dinamo Dežanovac labdarúgócsapata a megyei 2. osztályban szerepel.